# Carmen (píseň, Lana Del Rey)
Carmen je píseň americké zpěvačky a skladatelky Lany Del Rey. Byla vydána dne 26. ledna 2012, jako druhý propagační singl z jejího debutového studiového alba Born to Die. Napsala ji sama Lana Del Rey společně s Justinem Parkerem a produkce se ujali Emile Haynie a Jeff Bhasker. Vyšla pod vydavatelstvím Universal Music Group a je dlouhá 4:08. Byla vydána pro Německo, Rakousko a Švýcarsko.

## Hudební video
Videoklip k propagačnímu singlu vyšel 21. dubna 2012 a byl natočen Lanou. Ve videu můžeme jsou zachyceny ulice New Yorku, záběry ze starého Hollywoodu a samotná Lana.